# پالیا فوکیا
پالیا فوکیا (به لاتین: Palaia Fokaia) یک شهرک در یونان است که در Saronikos Municipality واقع شده‌است.